# Strophidon sathete
Strophidon sathete är en fiskart som först beskrevs av Hamilton 1822.  Strophidon sathete ingår i släktet Strophidon och familjen Muraenidae. Inga underarter finns listade i Catalogue of Life.